# Marian Lewicki (orientalista)
Marian Lewicki (ur. 15 sierpnia 1908 we Lwowie, zm. 13 listopada 1955) – polski turkolog i mongolista.
Po maturze w gimnazjum humanistycznym we Lwowie (1926) rozpoczął na Uniwersytecie Lwowskim studia języków ałtajskich i historii Azji Centralnej pod kierunkiem Władysława Kotwicza. Pracę magisterską, poświęconą wyrażaniu liczby mnogiej w językach ałtajskich, obronił w 1931. 28 czerwca 1935 obronił doktorat na podstawie rozprawy rekonstruującej wymarły sufiks direktiwu -ra, -ru itd. w językach ałtajskich (praca ta, choć niewielka objętościowo – 41 stron – i wydana po polsku, do dziś jest cytowana w nauce międzynarodowej). W następnych latach Lewicki skupiał się głównie na filologii średniomongolskiej.
W 1937 wyjechał na stypendium do Paryża, gdzie uzupełniał wykształcenia mongolistyczne pod opieką Paula Pelliota. Tam też postanowił zająć się bliżej średniomongolskim zabytkiem z 1389, znanym pod tytułem chińskim Huayi yiyu (華夷譯語). Tu go zastał wybuch wojny, która przerwała pracę naukową Lewickiego aż do 1946, kiedy to w ramach akcji repatriacyjnej wrócił do Polski i osiadł w Krakowie. W nadzwyczaj niekorzystnych okolicznościach zdołał też uratować przed rozgrabieniem bibliotekę swoją i Władysława Kotwicza oraz skład książek Polskiego Towarzystwa Orientalistycznego we Lwowie.
Zatrudnienie znalazł na Uniwersytecie Jagiellońskim w Krakowie, gdzie jednak – w związku ze złym stanem zdrowia i wreszcie śmiercią w 1948 profesora Tadeusza Kowalskiego – nie mógł się z braku odpowiedniej kadry habilitować. W związku z tym pracę habilitacyjną przedłożył w 1949 w Warszawie i tam też uzyskał habilitację, a w 1951 został tamże mianowany na komisarycznego kierownika Zakładu Ludów Azji Środkowej, by wreszcie na krótko przed śmiercią otrzymać tytuł profesora nadzwyczajnego.
Tym niemniej Marian Lewicki nigdy nie opuścił Krakowa, a na zajęcia do Warszawy dojeżdżał pociągiem. W czasie jednej z takich podróży zmarł na serce.
Pochowany na cmentarzu Salwatorskim (kwatera SC14-1-55).

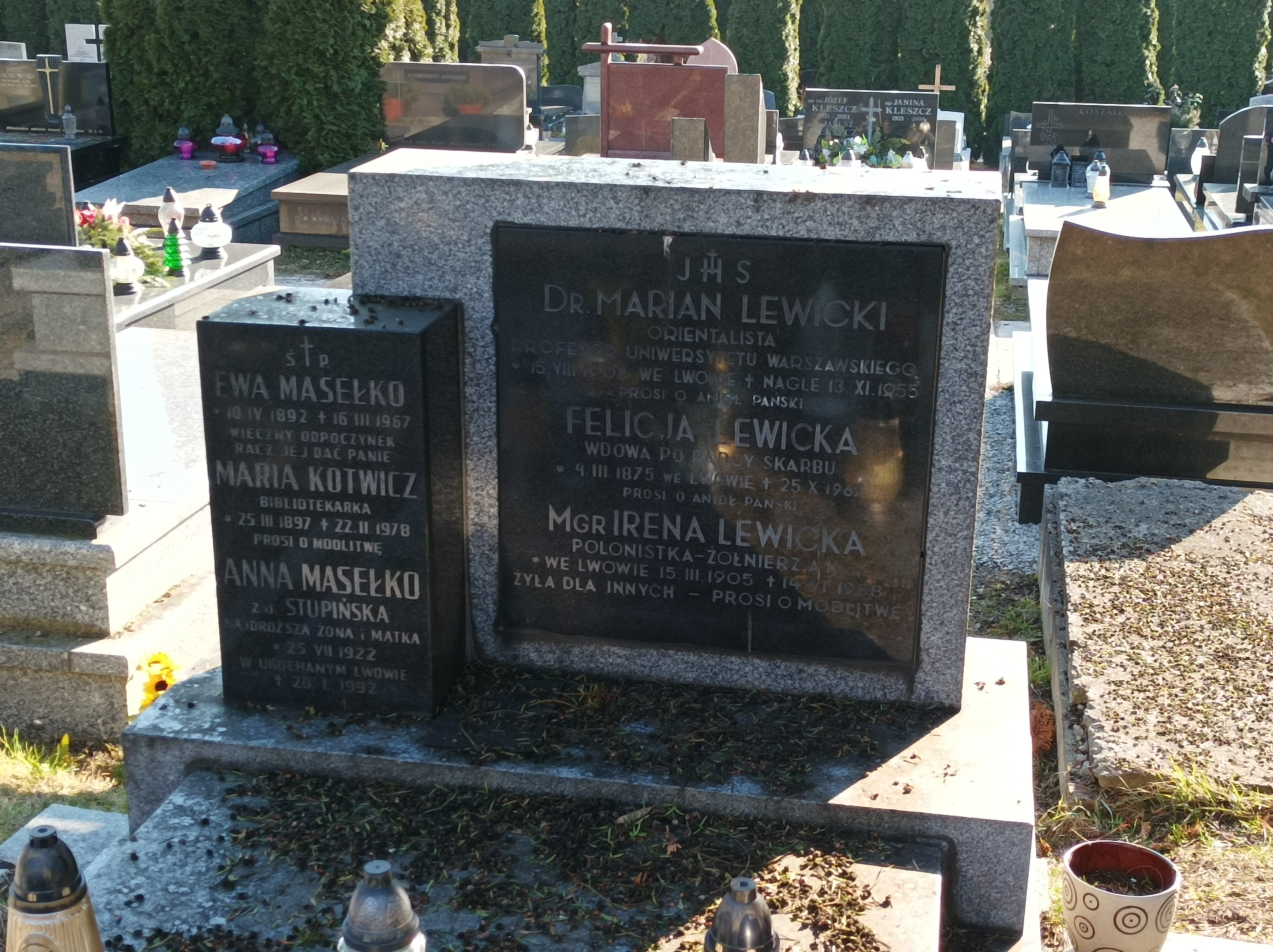
Grób prof. Mariana Lewickiego na Cmentarzu Salwatorskim

## Wybór prac
- Katalog czasopism i wydawnictw ciągłych orjentalistycznych, znajdujących się w Polsce, Lwów 1933.
- Z rozważań nad kontaktem Słowian z ludami ałtajskimi, „Lud” 34 (1936, wyd. 1937).
- Les inscriptions mongoles inédites en écriture carrée, Wilno 1937.
- Przyrostki przysłówkowe -ra ~ -rä, -ru ~ -rü, -rï ~ -ri w językach ałtajskich, Wilno 1938.
- Turcica et Mongolica, „Rocznik Orientalistyczny” 15: 139-167.
- Władysław Kotwicz, Józef Kowalewski, orientalista (1801-1878), ze wstępem Mariana Lewickiego, bibliografią oprac. przez Marię Kotwiczównę oraz niewydaną korespondencją Kowalewskiego, Wrocław: nakładem Wrocławskiego Towarzystwa Naukowego 1948.
- La langue mongole des transcriptions chinoises du XIV-e siècle. Le Houa-yi yi-yu de 1389, Wrocław: nakładem Wrocławskiego Towarzystwa Naukowego - Państwowy Instytut Wydawniczy 1949.
- La langue mongole des transcriptions chinoises du XIVe siècle. Le Houa-yi yi-yu de 1389, Wrocław: Państwowe Wydawnictwo Naukowe, tom 1 - 1949, tom 2 - 1959.
- Nowe przyczynki do studiów ałtaistycznych Władysława Kotwicza, Wrocław 1950.
- Władysław Kotwicz, Studia nad językami ałtajskimi,  Kraków: Polskie Towarzystwo Orientalistyczne 1951.
- Marco Polo, Opisanie świata, z oryg. starofr. z uwzględnieniem red. starowł. i łac. przeł. Anna Ludwika Czerny,  wstępem i przypisami opatrzył Marian Lewicki, Warszawa: Państwowy Instytut Wydawniczy 1954 (kolejne wydania: 1975, 1993, 2010).
- Szkice z dziejów polskiej orientalistyki, praca zbiorowa, Warszawa: Państwowe Wydawnictwo Naukowe 1957.
- Katalog rękopisów orientalnych ze zbiorów polskich, t.1-5, oprac. Zygmunt Abrahamowicz, pod red. Ananiasza Zajączkowskiego; red. Stefan Strelcyn; przy współudz. Mariana Lewickiego i Ananiasza Zajączkowskiego, Warszawa: PWN 1958-1967.